# Turnbull Point
Turnbull Point är en udde i Antarktis. Den ligger i Västantarktis. Argentina, Chile och Storbritannien gör anspråk på området.
Terrängen inåt land är platt åt nordost, men åt sydost är den kuperad. Havet är nära Turnbull Point åt nordväst. Trakten är obefolkad. Det finns inga samhällen i närheten.